# Trasformata
In matematica, una trasformata è un operatore, generalmente lineare, di uno spazio di funzioni su un altro spazio di funzioni che trasforma una funzione in un'altra.

## Applicazioni
Una trasformata è di solito applicata ad una funzione per semplificare alcune operazioni o in generale per risolvere più facilmente dei problemi.  
Dato un problema da risolvere A, che può essere un calcolo aritmetico o la risoluzione di un'equazione differenziale, uno schema esemplificativo può essere il seguente:
1. si trasforma il problema A in un altro problema B più semplice da risolvere;
2. si risolve il problema B;
3. si antitrasforma la soluzione del problema B nella soluzione del problema A.

Ad esempio, in aritmetica il processo di trovare il logaritmo di un prodotto può essere ridotto al più semplice processo di sommare i logaritmi dei singoli fattori: potremmo quindi avere una trasformata che trasforma numeri in altri numeri rendendo alcuni aspetti del calcolo più semplici.
Nella matematica superiore questa stessa idea viene applicata per risolvere certi tipi di equazioni differenziali. Per esempio, la trasformata di Laplace consiste nel moltiplicare una funzione {\displaystyle F(t)} di una variabile reale {\displaystyle t}, definita per {\displaystyle t>0}, per {\displaystyle e^{-pt}}, dove {\displaystyle p} è una variabile complessa {\displaystyle x+iy}, e poi nell'integrare i risultati rispetto a {\displaystyle t}, da zero ad infinito. Ciò genera una nuova funzione {\displaystyle f(p)} chiamata trasformata di Laplace di {\displaystyle F(t)}. Grazie a questa trasformata la risoluzione di alcune equazioni differenziali risulta ridotta alla soluzione di un problema algebrico.
Un altro tipo di trasformata usata per algebrizzare la risoluzione di equazioni differenziali è la trasformata di Fourier che è inoltre alla base dell'analisi di Fourier cioè lo studio di problemi di analisi dei sistemi dinamici e di segnali nel dominio della frequenza (nei sistemi a tempo discreto essa è sostituita dalla trasformata zeta).
L'utilizzo della trasformata di Radon o della trasformata wavelet nell'analisi di onde elettromagnetiche riflesse da superfici o corpi è alla base di molte tecniche di diagnostica medica o mappatura della superficie terrestre: grazie a tali trasformate la ricostruzione di immagini tridimensionali viene notevolmente semplificata.

## Elenco di trasformate
- Trasformata discreta del coseno
- Trasformata di Fourier
- Trasformata discreta di Fourier
- Algoritmo per la Trasformata di Fourier: la Trasformata di Fourier veloce
- Trasformata di Hilbert
- Trasformata di Laplace
- Trasformata di Legendre
- Trasformata di Mellin
- Trasformata di Radon
- Trasformata wavelet
- Trasformata zeta